# Horst Effertz
Horst Effertz (Düsseldorf, 4 agosto 1938) è un ex canottiere tedesco.

## Palmarès

### Olimpiadi
- 1 medaglia[1]:
  - 1 oro (Roma 1960 nel quattro con)

### Europei
- 3 medaglie[2]:
  - 2 ori (Mâcon 1959 nel quattro con; Amsterdam 1964 nel quattro senza)
  - 1 argento (Poznań 1958 nel due senza)